# Klooster van de Zusters van de Goddelijke Voorzienigheid (Sittard)
Het Klooster van de Zusters van de Goddelijke Voorzienigheid, ook Franse Klooster genaamd, was een klooster van de Zusters van de Goddelijke Voorzienigheid te Sittard, aan Walramstraat 23.
De zusters kwamen vanwege de Franse secularisteringspolitiek vanuit Frankrijk naar Nederland.
Het klooster werd gebouwd in 1905 onder architectuur van H. Bertrams. Al spoedig werd het als ziekenhuis gebruikt, en reeds in 1907 volgden uitbreidingen. Ook later werden vleugels aangebouwd en in 1932 werd een kapel toegevoegd, ontworpen door Anton Swinkels.
De kapel is een traditionalistisch bakstenen bouwwerk, gedekt door een houten spitsbooggewelf. Het is een hoge basilicale bouw en het heeft een halfronde apsis. Joep Nicolas vervaardigde een aantal glas-in-loodramen. Deze kapel diende als ziekenhuiskapel.
In 1986 fuseerde het Ziekenhuis de Goddelijke Voorzienigheid met het Sint Barbaraziekenhuis te Geleen en werd het Maaslandziekenhuis gevormd. Tot einde 2008 bleven vieringen van dit ziekenhuis in het klooster gehuisvest, maar het ziekenhuis werd gesloten en kwam op een andere locatie. Kapel en klooster bleven bestaan en zijn nu eigendom van de Stichting behoud Franse Klooster. Er worden onder meer concerten in gegeven.